# 珍珠斑鸠
珍珠斑鸠（学名：Geopelia cuneata）又名宝石姬地鸠、雪鸠、雪花鸠、雪花鸽、钻石鸠、钻石鸽，为鸠鸽科姬地鸠属的一种，是原生于澳大利亚的鸟类，因翅膀上有许多白色斑点而得名，与戈氏姬地鸠同为澳洲最小的鸠鸽类。
本种生活于澳洲中部、西部及北部的半干旱地区的水源周边，当澳洲中部遇到干旱季节时，它们也会在南澳大利亚的公园及花园中出没。

## 形态

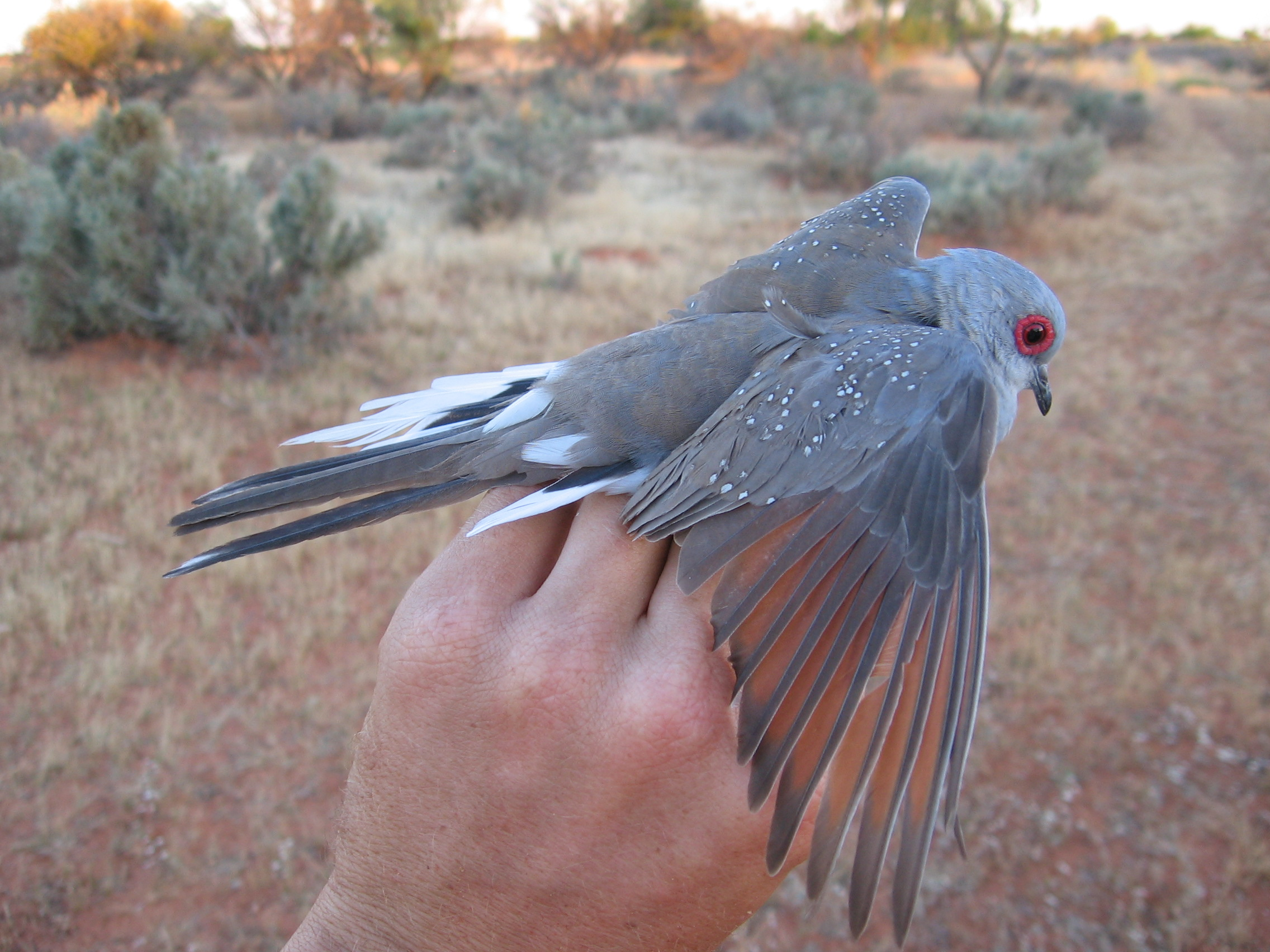
在这只家养的珍珠斑鸠身上，其初级飞羽內的棕色部分清晰可见

本种体长约19至21厘米或9至11英寸，是一种小型的鸠鸽。 不论其性别，其翅膀均有白色斑点和黑色边，眼睛红色，眼眶橙色，喙则深灰色，腹部为奶油色，尾巴棕色，腿部与爪则是粉红色的。
雌雄外观相似，只是雌鸠眼框颜色较淡、羽毛更偏棕色；雄鸠的头顶、颈部和胸部则呈浅灰蓝色。
幼鸟的喙为浅灰色，虹膜与眼眶淡黄褐色，脚部灰色，胸部灰色，翅膀上无白色斑点。

## 习性
珍珠斑鸠经常在地面上活动，以鸭步疾行。常猛飞而起，作直线飞行，偶尔呈上下起伏。飞行时翅膀会发出呼哨声。
珍珠斑鸠经常成双成对觅食，偶尔形成小群。主要以禾本科的种子为食，也会吃蚂蚁。
本种经常在雨季开始繁殖，南澳洲则多在春季。鸠巢多以草或细枝交织而成，结构松散。雌鸠通常下两颗白色的蛋，孵化期约13到14天。雏鸠成长迅速，通常两个星期就羽翼丰满学会飞行。
其鸣声多变化，有时似哀伤而缓慢，有时又似愉快柔和的假声。每次鸣叫包含两个长咕声、停顿、接着一长一短又一个长咕声。它们偶尔发出两个长咕声。警告时则会发出数个短而响的咕咕声。

## 保护现状

### 澳洲
本种并未列入澳洲《1999年环境与生态多样性保护法》的受威胁物种。

### 维多利亚州
- 维多利亚州《1988年动植物保护法》将本种列为受威胁物种[3]，但并未对本种的复育及未来管理作任何规定。[4]
- 2007年维多利亚州受威胁动物报告名单中，本种被列为近危。[5]

## 驯养状态
珍珠斑鸠对人工养殖适应良好。它们需要长时间在空旷的地面上走动，因而并不适合饲养在底部为网状的鸟笼中；除笼底需要保持干净外，也应有足够的上部空间来供它们安全飞行。
珍珠斑鸠会完整地吞食种子，故需要提供沙砾以助其消化。本种畏寒，故冬天时应避免让其暴露在冷风之中，可从宠物店购买取暖电毯等供暖设备。
本种经常在开放的凹穴上筑巢，因而可让他们在篮子中筑巢。它们会自行选择筑巢的地方——包括盛饲料的碟子。求偶动作通常由雄性开始，起初它们会重复鸣叫，但偶尔也会从雌性持续鸣唱开始。雄鸟会反复鞠躬翘起尾部，将尾羽如扇子般展开向雌鸟展示并发出两个咕咕声。一对配偶会长期待在一起，会互相以低咕声或振翅示好，也会轻喙对方互相梳理羽毛。
基本上，本种依赖社交生活，至少必须将一对或一小群养在一起。如果单独饲养，主人必须从雏鸟饲养起，并需要多花时候陪伴，一旦驯服，就会对主人态度亲昵，比如会对主人鸣叫，经常停留在主人的手指上或肩膀上，轻喙向主人示好、接受主人抚摸。
但应该注意避免让鸟儿误将主人当作配偶，因为这会刺激它下蛋、过分依赖主人陪伴，会令鸟儿的压力倍增。基本上，当鸟儿开始筑巢或作出求偶动作时，主人应避免与其亲昵，即可防止上述事情发生。
家养的珍珠斑鸠寿命可达15到25年，而野生的通常只能活3到5年。